# Карповичі
Карпо́вичі — село в Україні, у Семенівській міській громаді Новгород-Сіверського району Чернігівської області. До 2017 орган місцевого самоврядування — Карповицька сільська рада.
Населення становить 195 осіб.
На захід від села, за 2 км знаходиться кордон із Росією.

## Історія
За даними на 1859 рік у власницькому селі Новозибковського повіту Чернігівської губернії мешкало 1203 особи (587 чоловічої статі та 616 — жіночої), налічувалось 218 дворових господарств, існувала православна церква.
Станом на 1886 у колишньому власницькому селі Новоропської волості мешкало 1480 осіб, налічувалось 260 дворових господарств, існували православна церква, школа, богодільня, 2 лавки, водяний млин, винокурний завод.
За переписом 1897 року кількість мешканців зросла до 2150 осіб (993 чоловічої статі та 1157 — жіночої), з яких 2091 — православної віри.
За 3 км від Карповичів знаходилося зникле 2005 року с. Парня.
12 червня 2020 року, відповідно до Розпорядження Кабінету Міністрів України № 730-р «Про визначення адміністративних центрів та затвердження територій територіальних громад Чернігівської області», увійшло до складу Семенівської міської громади.
19 липня 2020 року, в результаті адміністративно-територіальної реформи та ліквідації Семенівського району, село увійшло до Новгород-Сіверського району.

#### Російське вторгнення в Україну (з 2022)
24 вересня 2023 року обстріли села здійснювалися з російської артилерії та мінометів 82-120 мм калібру. Зафіксовано 4 приходи.
4 липня 2023 року російські терористи 10 разів відкривали вогонь у бік Чернігівщини. Стріляли із мінометів, САУ та «градів». Всього нарахували майже 110 вибухів. Під вогнем була територія біля сіл Ясна Поляна, Гремʼяч, Буда Воробʼївська, Михальчина Слобода Новгород-Сіверської громади, сіл Зоря, Карповичі, Тимоновичі, Семенівської громади, а також сіл Містки та Клюси Сновської громади.
9 липня 2023 року за повідомленням Оперативного командування "Північ" зафіксовано обстріли: Костобобрів - вісім приходів, імовірно міномет 120 мм. Миколаївка - три приходи, ймовірно ствольна артилерія. Карповичі - вісім приходів, імовірно міномет 82 мм. 
10 листопада 2023 року російська армія зі ствольної артилерії обстріляла село.
22 серпня 2024 року від обстрілів російської артилерії постраждали населені пункти Бачівськ, Рудак, Нововасилівка, Чернацьке, Порозок, Славгород, Карповичі, Грабовське та Покровка. Про це повідомили повідомили в Генштабі ЗСУ у зведенні о 16.00. 
27 вересня 2024 року село зазнало обстрілів зі ствольної артилерії.

## Відомі особи
- Алещенко Лев Миколайович (1937—2013) — український лікар-хірург, відмінник охорони здоров'я СРСР, заслужений лікар України, Почесний громадянин Кременчуцького району.
- Олександр Жижемський — державний діяч Великого князівства Литовського[джерело?]